# Jelašca
Jelašca (cyr. Јелашца) – wieś w Bośni i Hercegowinie, w Republice Serbskiej, w gminie Kalinovik. W 2013 roku liczyła 119 mieszkańców.